# 都治村
都治村（つちむら）は、島根県那賀郡にあった村。現在の江津市の一部にあたる。

## 地理
都治川中流域の都治盆地が主体。
- 海洋：日本海[2]

## 歴史
- 1889年（明治22年）4月1日、町村制の施行により、那賀郡後地村、都治本郷が合併して村制施行し、都治村が発足[1][3]。
- 1951年（昭和26年）4月1日 - 那賀郡都治村、黒松村、邇摩郡波積村と合併し那賀郡江東村を新設して廃止された[1][3]。

## 産業
- 農業[4]、漁業[2]